# Фидија
Фидија (грч. Φειδίας; око 490-430. п. н. е.) је био један од најзначајнијих скулптора старе Грчке класичног периода. Мало се зна о његовом животу. Постоје различити наводи о његовом школовању и начину смрти. Фидијин стил доминирао је до краја петог века пре нове ере. Његова Зевсова статуа у Олимпији била је једна од седам светских чуда старог века. Фидија је такође дизајнирао статуе богиње Атене на атинском Акропољу, односно Атене Партенос унутар Партенона, и Атене Промахос, колосалне бронзе која је стајала између ње и Пропилеја, монументалне капије која је служила као улаз у Акропољ у Атини. Фидија је био син Хармида из Атине. Стари Грци су веровали да су његови господари Хегија и Агелада.
Плутарх у свом делу “Живот Перикла” пише о бројним уметничким активностима које су се одвијале у том периоду. Ту се спомиње Фидија као Периклов лични саветник. Фидија је ставио свој портрет поред Перикловог на штит његове скулптуре Атине Партенос (девице). Фидијне скулптуре краси ведра снага, самопоуздана сила и крепкост. Он сјајно ваја мушку фигуру али његов највећи допринос су женске фигуре. Приказивао их је у танким хаљинама које прекривају тело али тако да га пластично ојачавају, и више откривају него скривају. Ефекат је постигнут приказивањем тканине као да је мокра. Фидијне жене су смирене, достојанствене, без сензуалности, здраве, величанствене и једноставне. Правио је нацрте за партеноски фриз и скулптуре Партенона урасле у подлогу. Иако се Фидија често наводи као аутор скулптура на Партенону, не постоје докази за то. Антички писци га славе због његових радова у бронзи и хризелфантској техници. Плутарх наводи да је надгледао велике Периклове радове на Акропољу, али мермерне статуе су вероватно настале тек после његове смрти. Највероватније је скулптурална декорација Партенона дело Фидијних ученика, Алкаменеса и Агорацритуса и других.
Најраније од великих Фидијних дела је посвећено Маратону. У Делфима је подигнута велика група од бронзе у којој су се налазиле фигуре Аполона и Атине и више атичких хероја. На акропољу изнад Атине израдио је велику скулптуру Атине Промахос, као и статуу Афродите од слоноваче и злата. Стари Грци су издвајали два Фидијна дела изнад осталих: колосалне скулптуре од дрвета, слоноваче и злата Зевса из Олимпије и Атине Партенос, оба из средине петог века. Нажалост, изгубљени су сви трагови од Зевса, осим малих приказа на новчићима из Елиса, који нам дају само општу информацију о пози. Бог је седео на богато декорисаном трону. Тело му је било од слоноваче, а одора од злата. Статуа Атине Партенос је такође неповратно изгубљена, а сачуване две мале мермерне копије из римског периода, пронађене у Атини, невеште израде али дефинитивно по узору на оригинал.
Конкретна знања о Фидији су веома ограничена. У музејима постоји мноштво скулптура које очигледно припадају истој школи, али су то све копије из римског периода и нису поуздане што се тиче стила. Поузданији пример је торзо Атине у École des Beaux Arts у Паризу, чија пажљива израда омогућава да замислимо Фидијин оригинал. Антички критичари су веома ценили Фидијин стил. Наглашавали су етос или моралну узвишеност његових радова, који се често пореде са каснијом школом патоса. Деметрије назива његове радове узвишеним, али прецизним. Године 1958. археолози су пронашли радионицу у Олимпији где је настао Фидијин Зевс. Пронађени су остаци слоноваче, калупи и алат, као и део врча за пијење на коме је писало „Ја припадам Фидији“.

## Живот и рад
О Фидијевом животу мало се зна осим његових дела. Иако не постоје оригинална дела која би му се са сигурношћу могла приписати, познато је да постоје бројне римске копије различитог степена верности.
У антици, Фидија је био слављен због својих статуа у бронзи и хризелефантинских дела (кипова од злата и слоноваче). У Hippias Major, Платон тврди да је Фидија ретко, ако је икада, изводио дела у мермеру за разлику од многих вајара његовог времена. Плутарх пише да је руководио великим радовима које је наручио грчки државник Перикле на Акропољу. Антички критичари веома високо гледају на заслуге Фидије. Посебно хвале етос или трајни морални ниво његових дела у поређењу са онима касније такозване „патетичне“ школе. Паусанија и Плутарх помињу његова дела која приказују ратоборну Атину Ареју. Деметрије назива његове статуе узвишеним, а истовремено прецизним.
Према Паусанији (1.28.2), оригиналну бронзану Атину Лемнију створио је Фидија (око 450–440. п. н. е.) за Атињане који живе на Лемносу. Он га је описао као „најбоље од свих Фидијиних дела које треба видети“. Адолф Фуртвенглер је предложио да је пронашао копију Атене Лемније у статуи чија се глава налази у Болоњи, а тело у Дрездену. Неки торзои Атине из 5. века не пронађени су у Атини. Торзо Атене у Школи лепих уметности у Паризу, који је изгубио главу, даје неку идеју о томе како је оригинална статуа могла изгледати.
За старе Грке, два Фидијева дела су далеко надмашила сва друга: колосална криселефантинска статуа Зевса (око 432. п. н. е.), која је подигнута у Зевсовом храму у Олимпији, и Athena Parthenos (дословно „Атина Девица“) , скулптура девичанске богиње Атене, која је била смештена у Партенону у Атини. Обе скулптуре припадају отприлике средини 5. века п. н. е.. Направљен је велики број реплика и дела инспирисаних њоме, како древних тако и савремених. По завршетку Атине Партенос, Фидија је оптужен за проневеру. Конкретно, оптужен је да је умањио количину злата која је требало да се користи за статуу и да је вишак задржао за себе. Чини се да је оптужба била политички мотивисана – резултат његовог пријатељства са Периклеом, који је имао много непријатеља у Атини.
Фидија је наводно измерио златно рухо Атене Партено да би доказао своју невиност, али је потом оптужен да је безбожно приказао себе и Перикла на штиту статуе, што је очигледно било тачно.
Плутарх бележи да је Фидија био затворен и умро у затвору.
Аристофанова драма Мир (око 421. п. н. е.) помиње несрећни инцидент који укључује Фидију, али дато је мало контекста.
Према Филохору, како је цитирао научника о Аристофану, Елеанци су убили Фидија након што је завршио Зевсову статуу у Олимпији за њих.. Од касног 5. века пре нове ере, на новчићима из Елиде пронађене су мале копије статуе Зевса, које дају општу представу о пози и карактеру главе. Бог је седео на престолу, чији је сваки део коришћен за скулптуралну декорацију. Тело му је било од слоноваче, а хаљина од злата. Глава му је била помало архаичног типа; биста Зевса пронађена у Отриколију, која се некада сматрала копијом главе олимпијске статуе, свакако је у стилу више од једног века касније.

## Археолошко откриће и заоставштина
Значајан напредак у познавању Фидијине радне методологије дошао је током 1954–58 ископавањем радионице у Олимпији где је створио Зевсову статуу. Алати, калупи од теракоте и чаша са натписом на дну „Φειδίου εἰμί“ (Pheidíou eimí) – „Ја припадам Фидији“; дословно: „Ја сам Фидијина“, пронађени су овде, управо тамо где је Паусанија рекао да је статуа изграђена. Откриће је омогућило археолозима да поново створе технике коришћене за прављење статуе и потврде њен датум.
До 1910. године математичар Марк Бар је почео да користи грчко слово фи (φ) као симбол за златни пресек у смислу Фидије. Међутим, Бар је касније написао да сматра да је мало вероватно да је Фидија заиста користио златни пресек.

## Галерија
- Глава Афродите. Фидијански стил
- Зевс у Олимпији, приказ на кованици
- Копија дела Фидије или једног од његових ученика: глава Атине, пронађена око Пникса, сада у Националном археолошком музеју Атине
- Реконструкција Атене Лемније, Дрезден
- Глава Атине, римска копија
- Аполонова глава од слоноваче, коју је можда исклесао Фидија, опљачкана је 1995. од стране Пјетра Казасанта и враћен у Италију 2003.

## Дела
- Ниобида на умору, 450-440. п. н. е. - први пут се појављује патос и представља најстарији женски акт код Грка
- Партеноски фриз, 160m, ритмична љупкост композиције, најзначајнија група класичне скулптуре.
- Хегесина стела, стапање рељефа са позадином